# Fuggerové
Fuggerové jsou německý bankéřský a posléze šlechtický rod pocházející z Augsburgu. Dosáhl říšské hraběcí a knížecí hodnosti.
V průběhu 2. poloviny 15. století se v německých zemích začala rozvíjet nová forma hospodářství, jejímž nositelem byla bohatá městská buržoazie, raný kapitalismus. K nejvýznamnějším příslušníkům městské buržoazie patřila rodina Fuggerů. Původně členové tkalcovského cechu v Augsburgu nabyli bohatství a světového jména teprve obchodem s drahými kovy a především obchodními styky s Habsburky a papežským dvorem.

## Historie

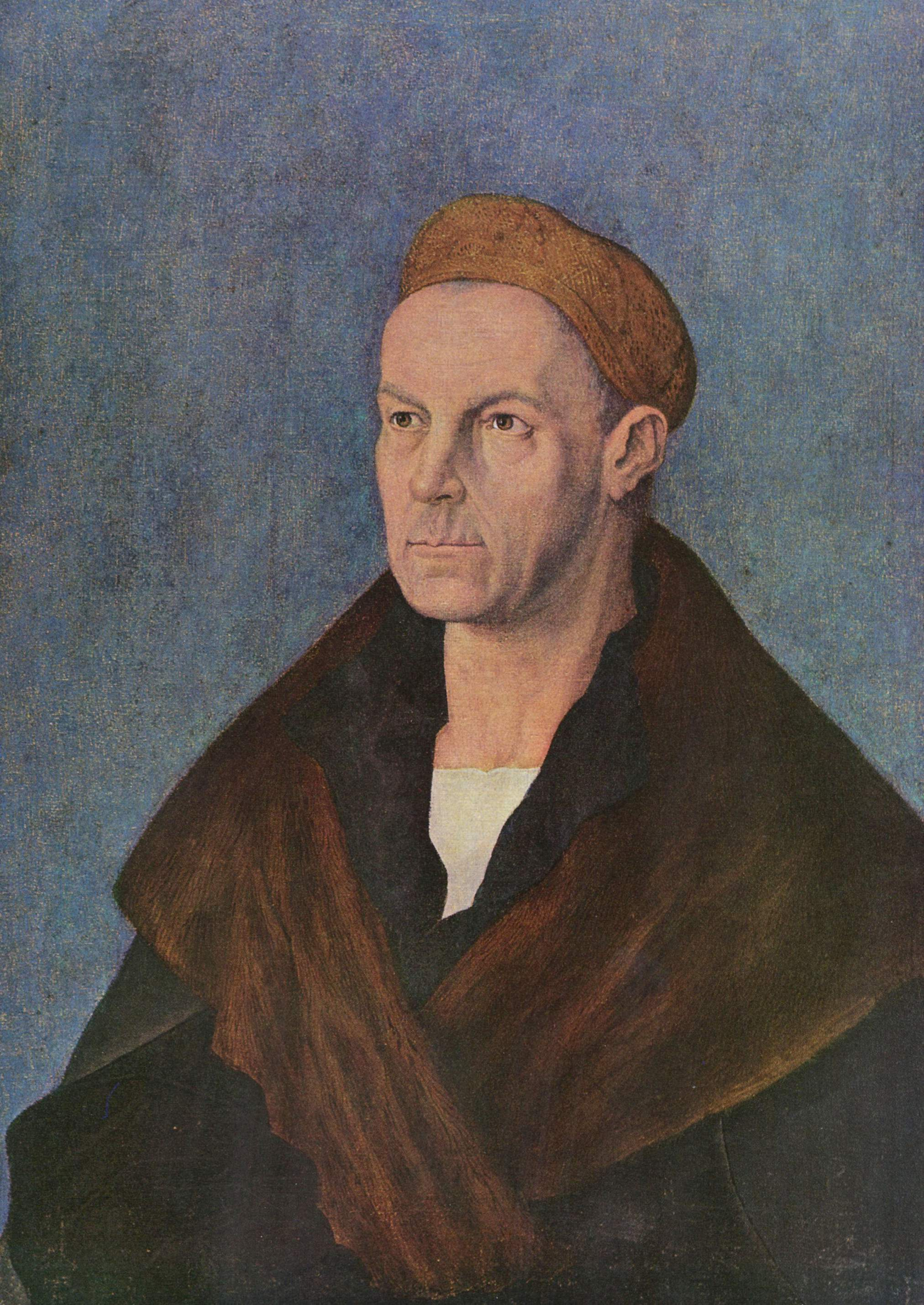
Jakub Fugger zvaný "Bohatý" (1459-1525), od Albrechta Dürera

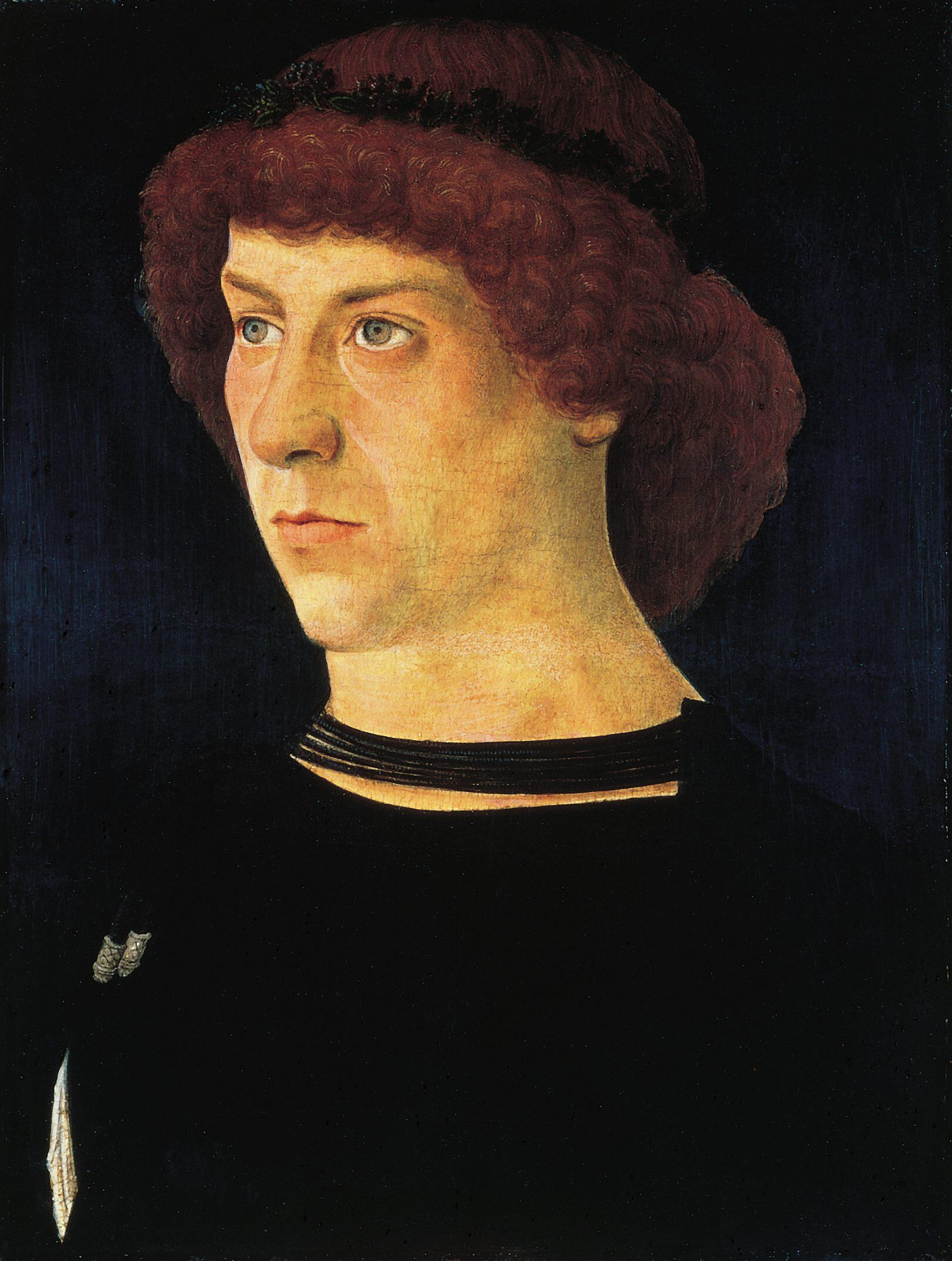
Giovanni Bellini, Portrét Jiřího Fuggera (1474)

Nejvýznamnějším členem této rodiny byl nepochybně Jakub Fugger zvaný Bohatý. Narodil se roku 1459 a v roce 1498 se oženil s augsburskou měšťankou Sibyllou Artztovou, dcerou významného velkoměšťana (německy Großbürger zu Augsburg). Z manželství se nenarodily žádné děti, manželství však Jakubovi umožnilo společenský vzestup a později získat místo v městské radě Augsburgu. V květnu roku 1511 byl povýšen do šlechtického stavu Svaté říše římské, v roce 1514 se stal říšským hrabětem. 
Díky finanční podpoře císaře Maxmiliána I. si později zajistil místo císařského bankéře. Díky tomuto finančnímu spojení Fuggerové přímo ovlivňovali politické dění ve Svaté říši římské. Jakub Fugger se několikrát snažil ovlivnit volbu papeže, vždy však marně. O to úspěšnější byl při financování úplatků ve výši 850 000 dukátů na volbu císaře Karla V., vnuka předchozího císaře Maxmiliána. V roce 1519 vedl konsorcium německých a italských obchodníků, kteří císaři Karlovi V. půjčili 850 000 florinů (téměř 3000 kg zlata), aby zajistil jeho zvolení císařem Svaté říše římské nad Františkem I. Francouzským.  Z této části činil příspěvek Fuggerů 543 000 zlatých.
V roce 1525 zemřel Jakub II. a na jeho místo nastoupil jeho synovec Antonín. V roce 1525 byly Fuggerům přiznány výnosy ze španělských rytířských řádů spolu se zisky z dolů na rtuť a stříbro. Dříve bohatý výnos dolů v Tyrolích a Uhrách se snížil, Antonín však navázal nové obchodní vztahy s Peru a Chile a zahájil těžbu ve Švédsku a Norsku. Podílel se na obchodu s otroky z Afriky do Ameriky, ale úspěšnější byl v obchodu s kořením a dovozu maďarského dobytka. Po roce 1542 však byl nucen vzdát se pronájmu dolů v Maestrazgu a vzdát se stříbrných dolů u Guadalcanalu.
Antonínův nejstarší syn Marek úspěšně podnikal a v letech 1563–1641 dokázal vydělal 50 000 000 dukátů jen z výroby rtuti v Almadénu. Po třicetileté válce, kdy Leopold Fugger v roce 1657 vrátil doly v Tyrolsku Habsburkům, byla společnost Fuggerů zcela rozpuštěna.
Koncem 16. století rodinu postihly velké finanční ztráty, zejména státní bankrot ve Španělsku. Fuggerové se vzdali působení v peněžnictví a uchýlili se na své statky a panství v říši.

## Fuggerské noviny
Pro činnost v bankovním sektoru si museli Fuggerové sdělovat informace o současném stavu hospodaření a politiky, proto si mezi sebou posílali zprávy po vzoru korespondence italských obchodníků. Tyto zprávy se dochovaly a říká se jim Fuggerské noviny.

## Význační členové rodu
Jan (Hans I.) Fugger (v Augsburgu od 1367, † 1408)

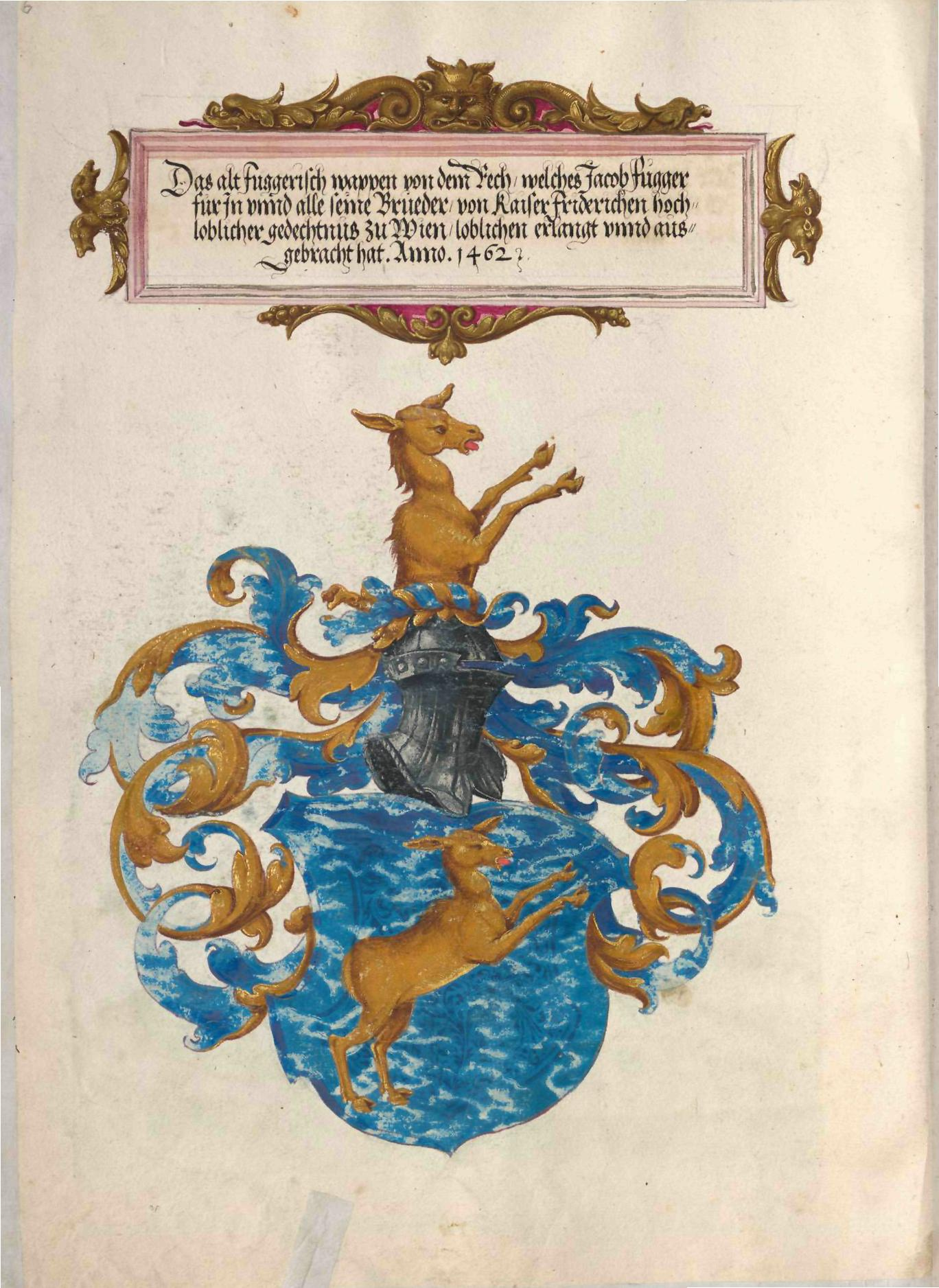
Erb "Fuggerů z Jelena" (Fugger vom Reh)

- Erb "Fuggerů z Jelena"  (Fugger vom Reh)Ondřej Fugger (1394-1457), zakladatel linie "Fuggerů z Jelena" (Fugger vom Reh)
  - Jakub Fugger (* 1430)
  - Lukáš Fugger (1439 – kolem 1512)
  - Matyáš Fugger (* 1442)
    - Šebestián Fugger (* 1470/72)
      - Ondřej Vilém Jeroným Fugger (1507–1573)
        - Jiří Vilém Šebestián Raymund Fugger (1547 – kolem 1600)

    - Oldřich Fugger (1524–1586)

  - Jan Fugger (* 1443)
    - Gastel Fugger (1475–1539), v roce 1529 povýšen do šlechtického stavu
      - Wolfgang Fugger (1519/20-1568)
        - Jan Kryštof Fugger (1561–1612)

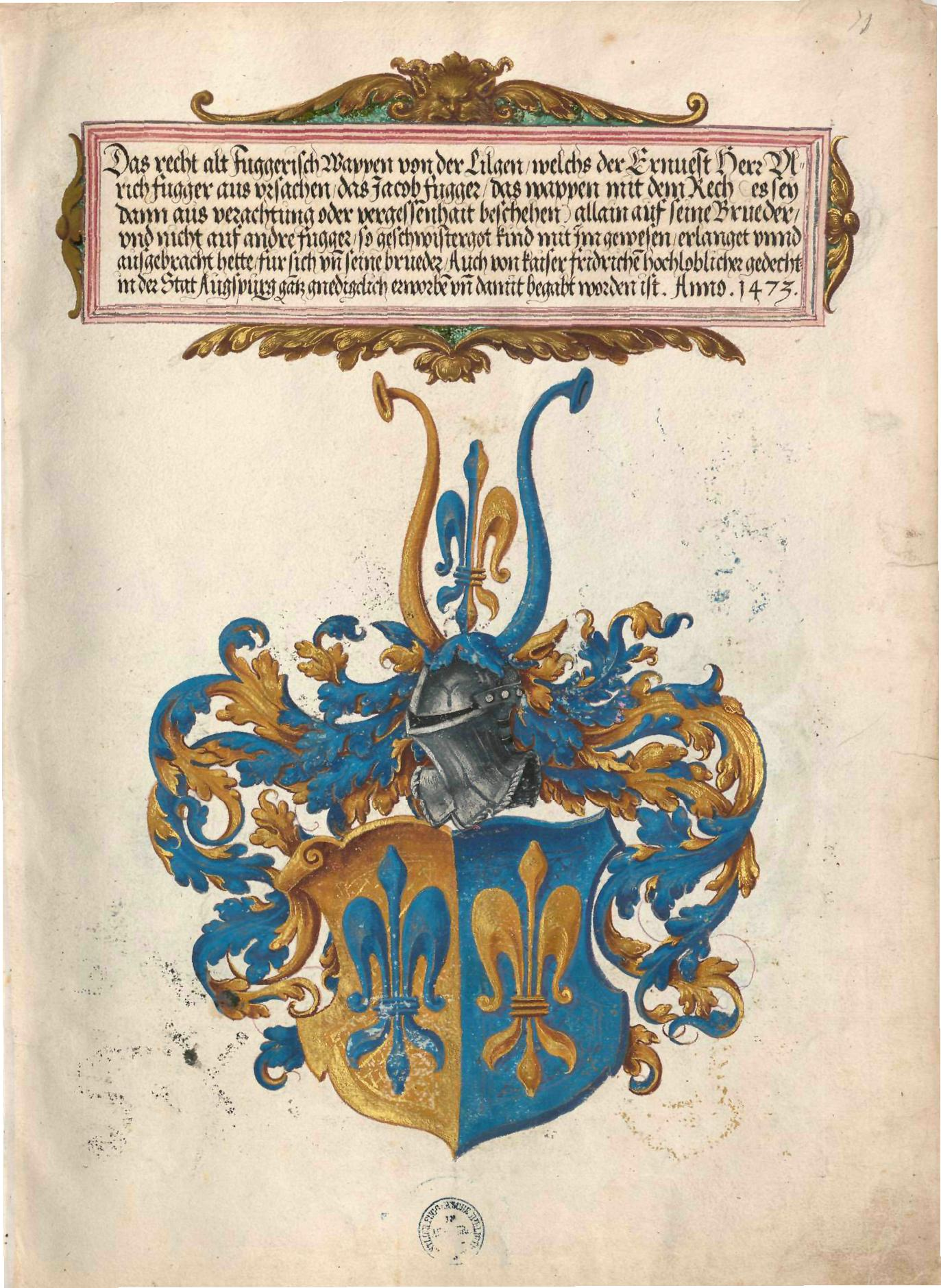
Erb "Fuggerů z Lilie" (Fugger von der Lilie)

- Erb "Fuggerů z Lilie" (Fugger von der Lilie)Jakub Fugger starší (1398–1469), zakladatel větve „Fugger von der Lilie“
  - Oldřich Fugger starší (1441–1510), šéf augsburské společnosti
    - Oldřich Fugger mladší (1490–1525)

  - Jiří Fugger (1453–1506), šéf norimberské společnosti
    - Raymund Fugger (1489–1535), od roku 1535 říšský hrabě z Kirchbergu, Weissenhornu a Marstettenu 
      - Jan Jakub Fugger (Hans II. Jakob) (1516–1575)
        - Zikmund Bedřich Fugger (1542–1600), biskup

      - Jiří Fugger (1518-1569)
        - Filip Eduard Fugger (1546–1618)
        - Octavian Secundus Fugger (1549–1600)

      - Oldřich (III.) Fugger (1526–1584)

    - Antonín Fugger (1493–1560), od roku 1530 říšský hrabě
      - Marek (III.) Fugger (1529–1597), zakladatel firmy Marx Fugger a bratři. Dcera Marie Magdalena (1566-1646) se provdala za uherského diplomata Mikuláše II. Pálfyho z Erdődu
      - Jan (III.) Fugger z Kirchheimu a Glöttu (1531–1598)
        - Marek (IV.) Fugger (1564–1614)
        - Jakub (IV.) Fugger (1567–1626)
        - Kryštof Fugger (1566–1615)
          - Karel Arnošt Fugger (1559–1640)
          - Otto Jindřich Fugger, hrabě z Kirchbergu ("Ottheinrich") (1592–1644), generál

      - Jakub (III.) Fugger (1542–1598), pán z Babenhausenu, Wellenburgu a Boosu
        - Jan Fugger starší (1583–1633)
          - ... Anselm Maria Fugger z Babenhausenu (1766–1821), od roku 1803 říšský kníže

  - Jakub Fugger zv. „Bohatý“ (1459–1525), vedoucí mezinárodních aktivit, od roce 1511 svobodný pán, v roce 1514 povýšen na říšského hraběte
- Karel Fugger z Babenhausenu
- Eleonora (Nora) Fuggerová z Babenhausenu, rozená z Hohenlohe-Bartensteinu (1864–1945) kronikářka rodu, matka Leopolda
- Leopold Fugger z Babenhausenu (1893–1966), německý důstojník